# Decyma (strofa)

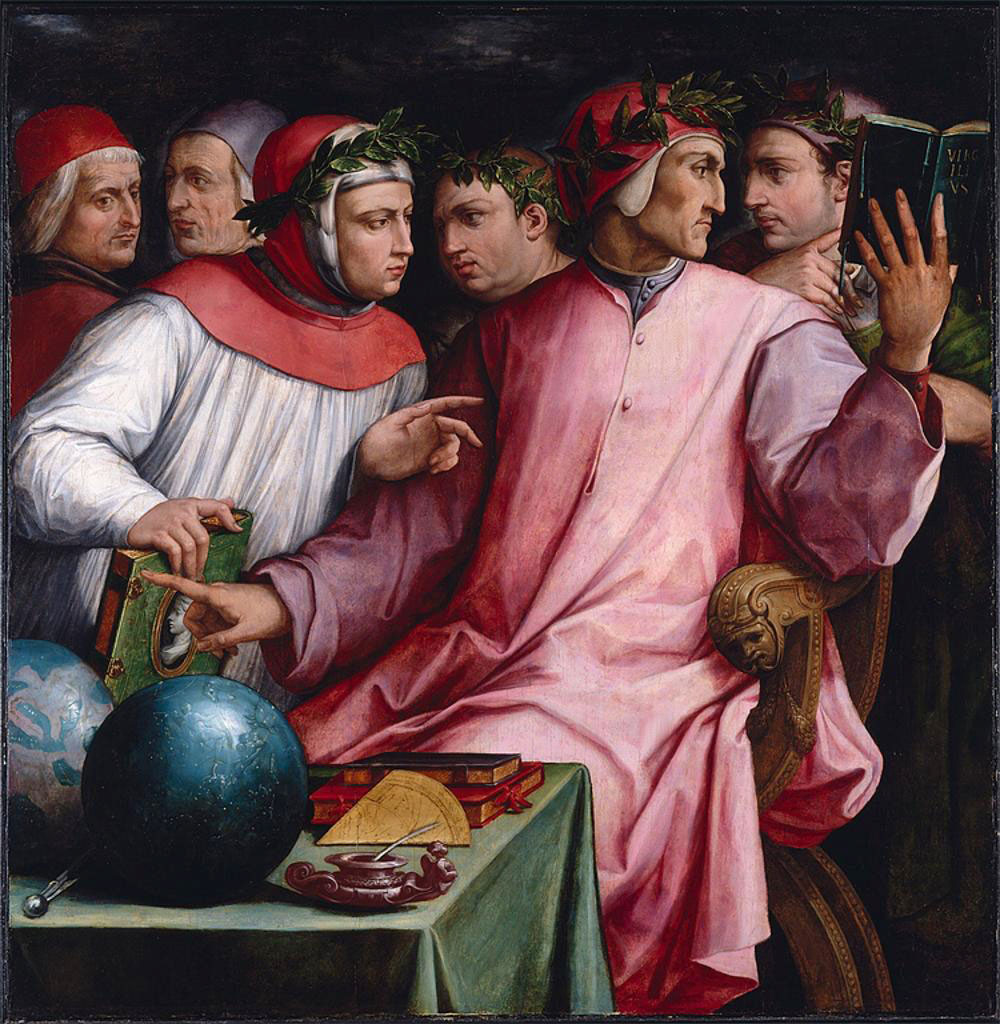
Guido Cavalcanti z Dantem i Petrarką

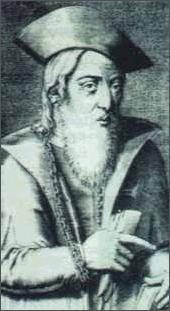
Francisco de Sá de Miranda

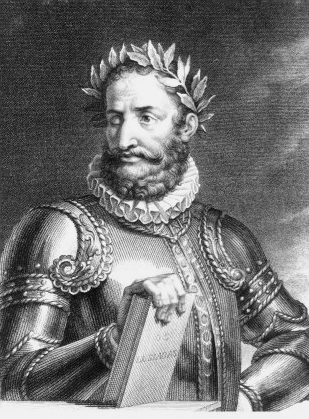
François Gérard, Luís de Camões

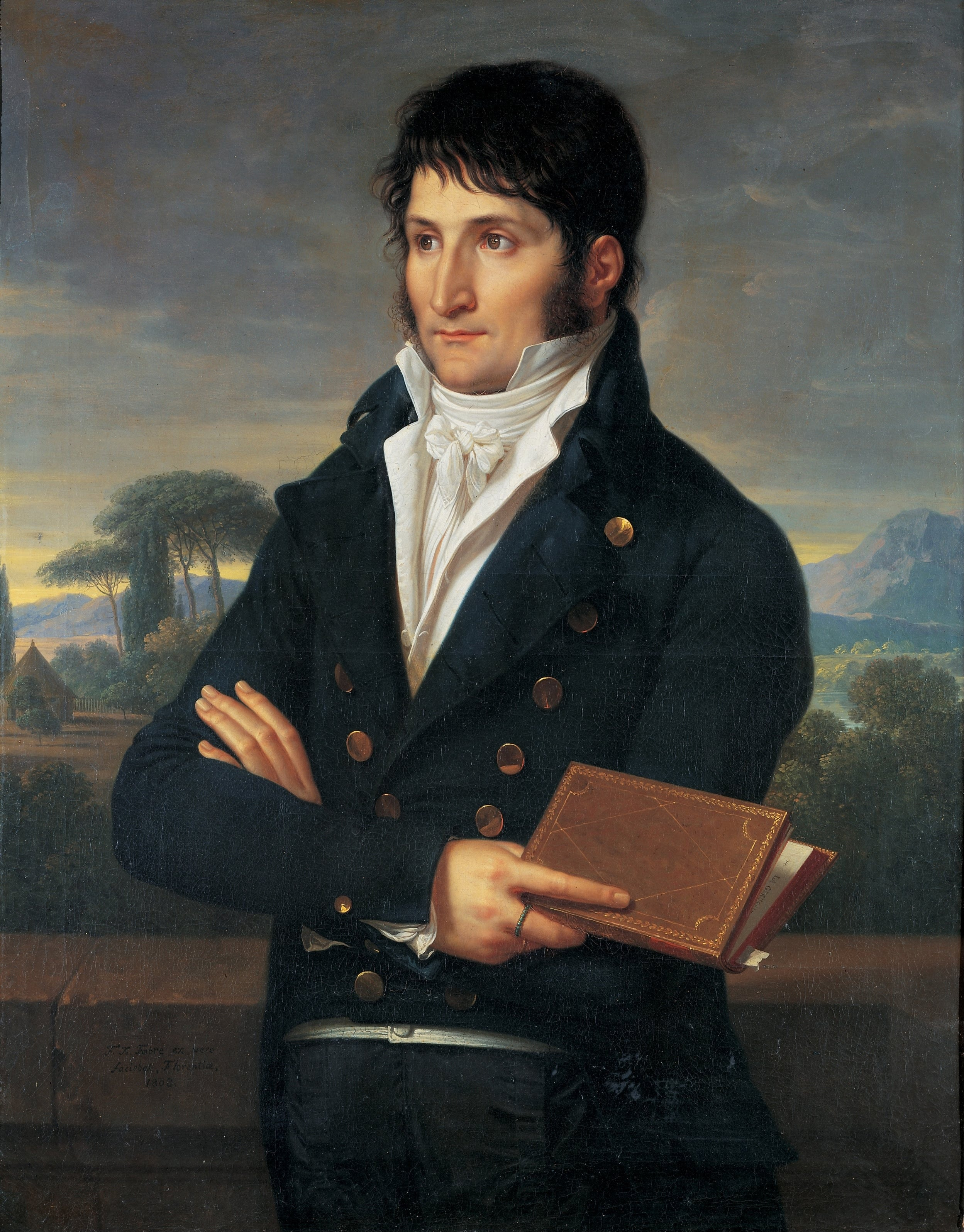
François-Xavier Fabre, Portret Lucjana Bonapartego

William Hilton, Portret Johna Keatsa

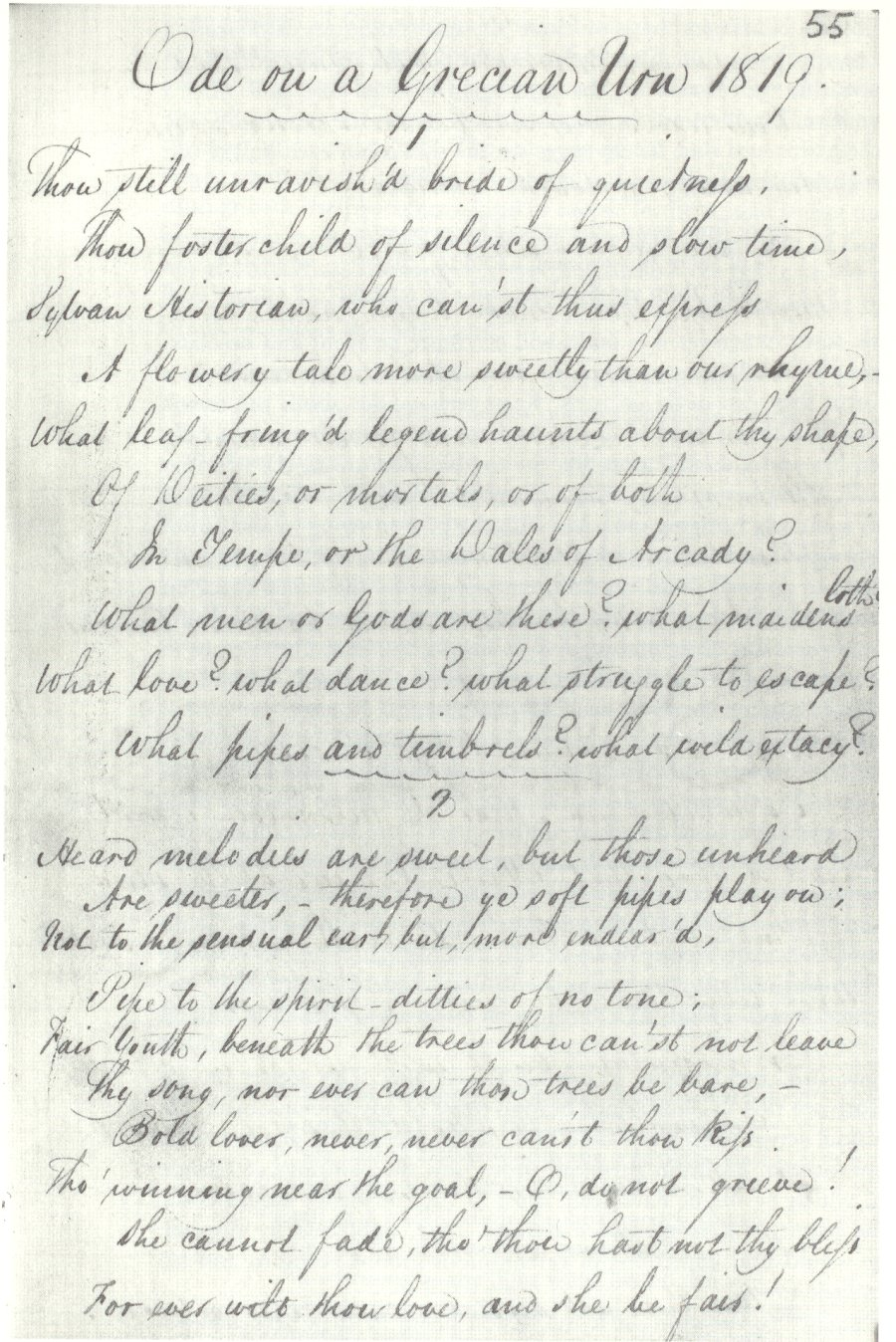
Rękopis „Ody do urny greckiej” Johna Keatsa

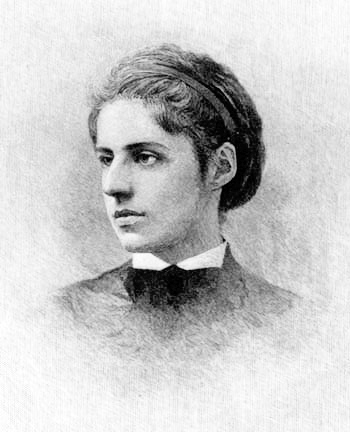
Emma Lazarus

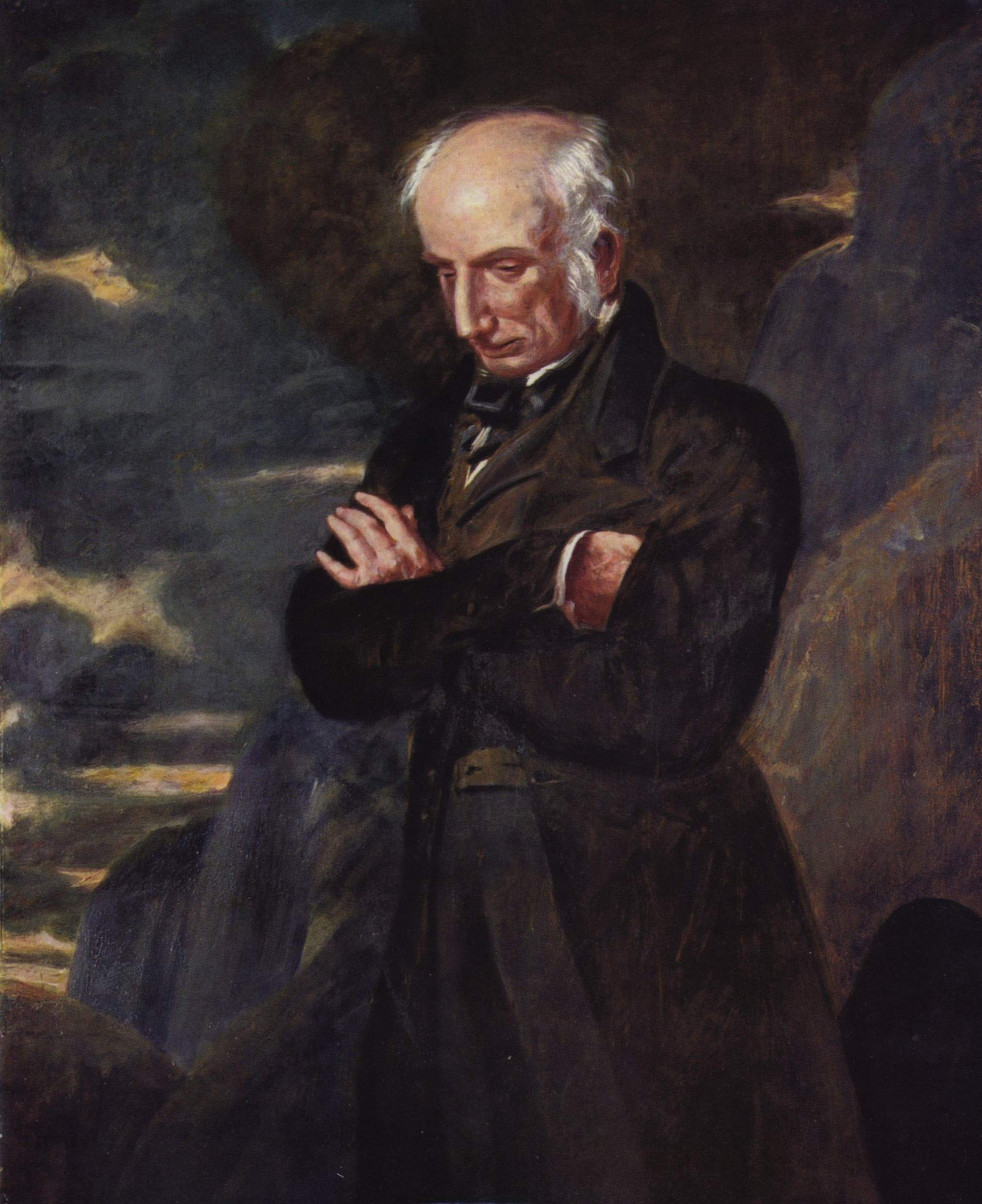
Benjamin Robert Haydon, Portret Williama Wordswortha

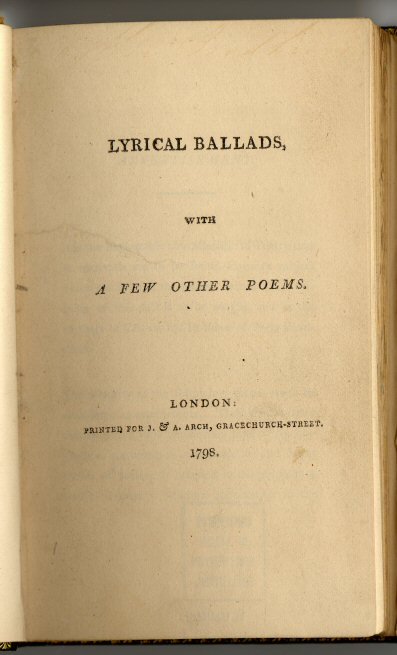
Strona tytułowa tomu „Ballady liryczne”

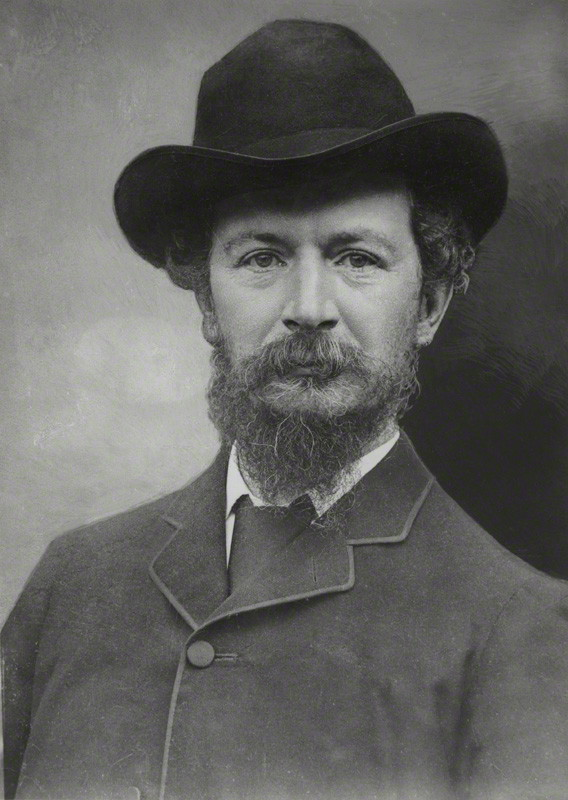
Algernon Charles Swinburne

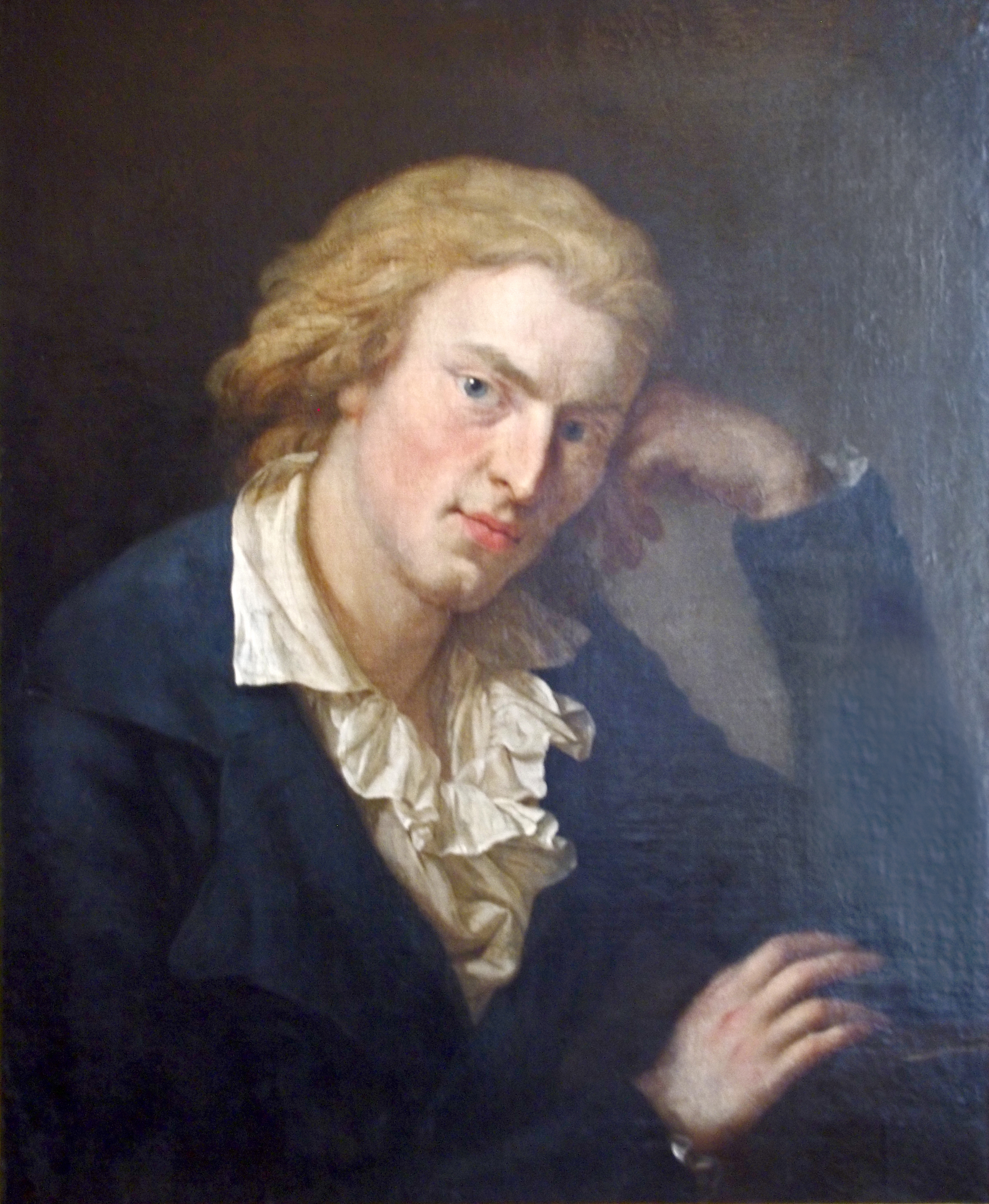
Anton Graff, portret Fryderyka Schillera

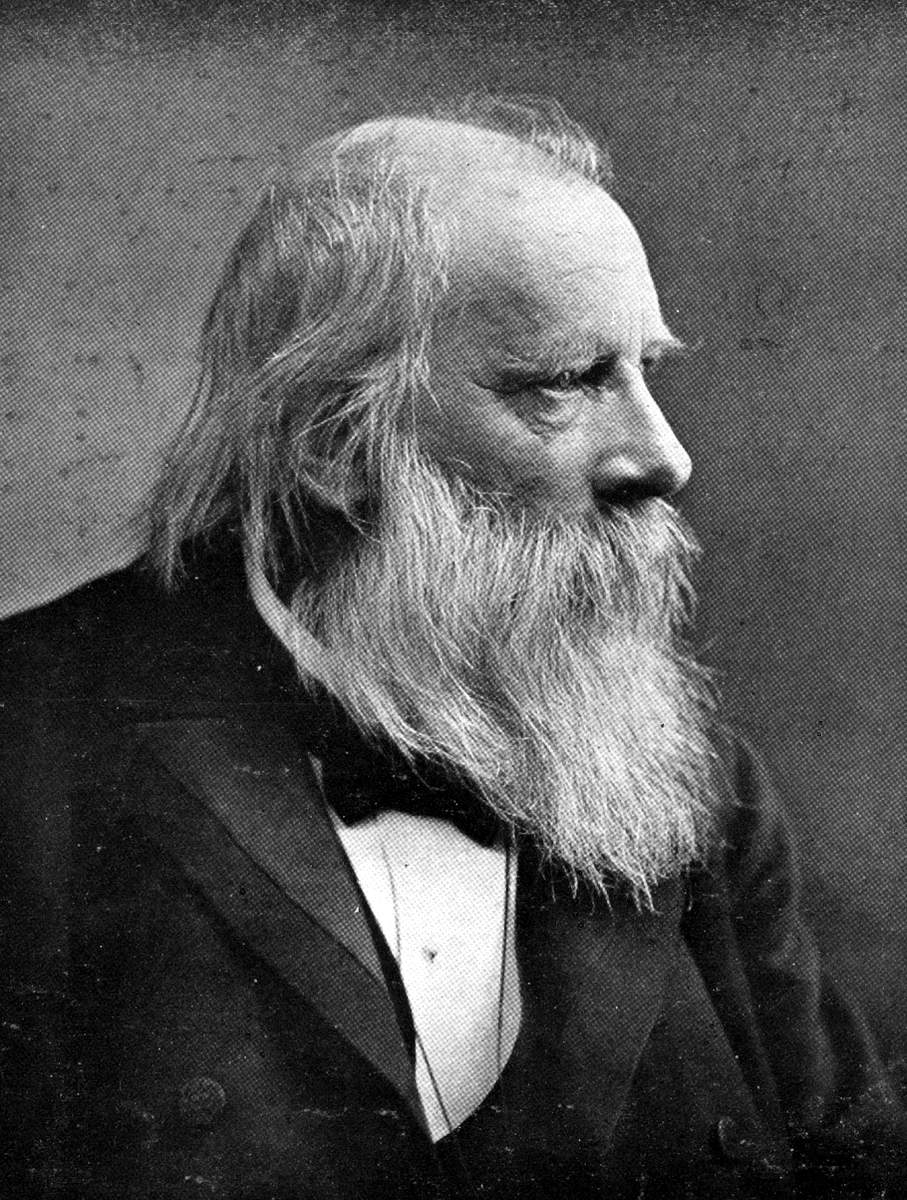
Jaroslav Vrchlický

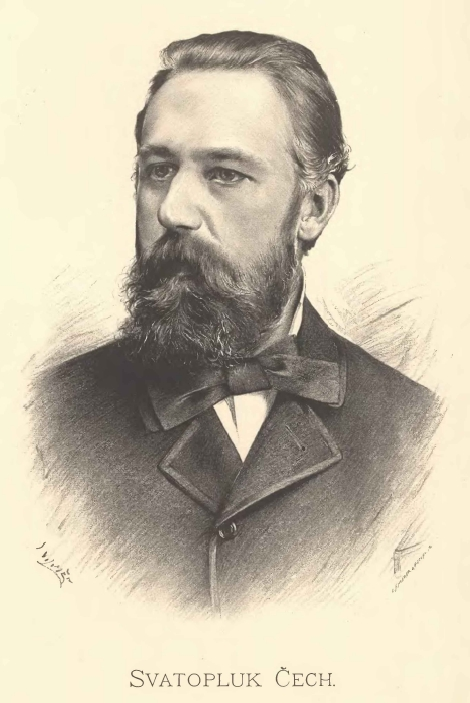
Jan Vilímek, Svatopluk Čech

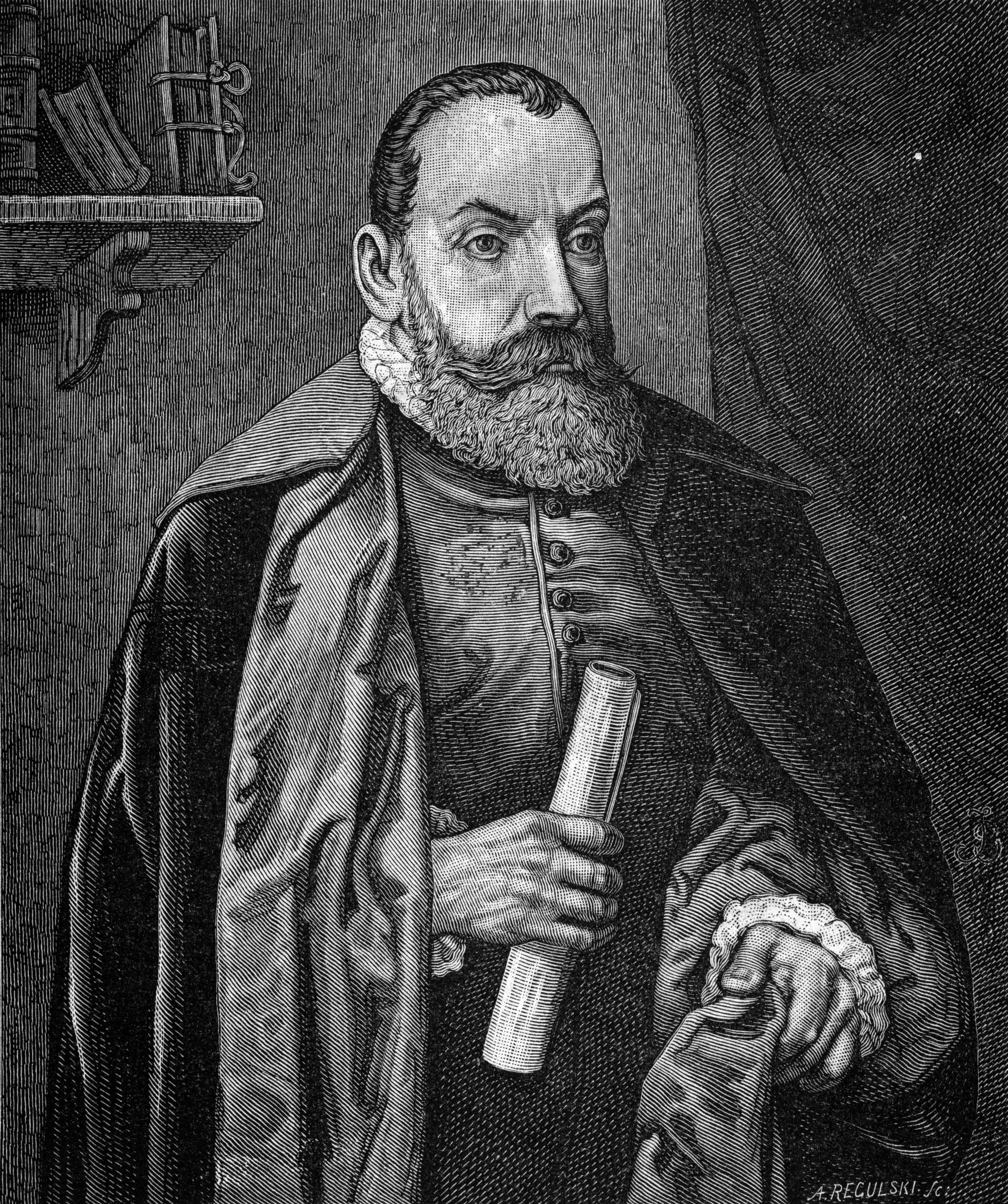
Jan Kochanowski

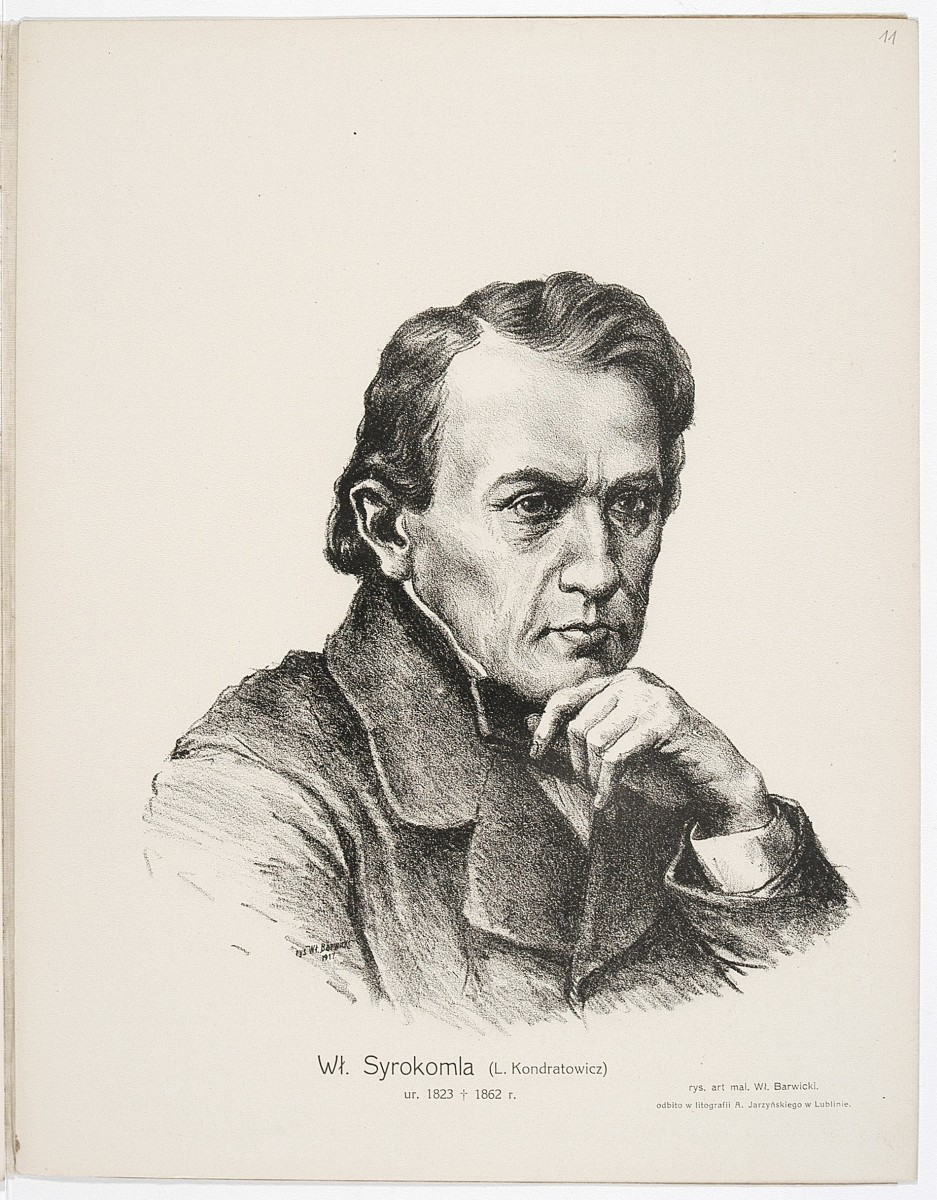
Władysław Barwicki, Portret Władysława Syrokomli

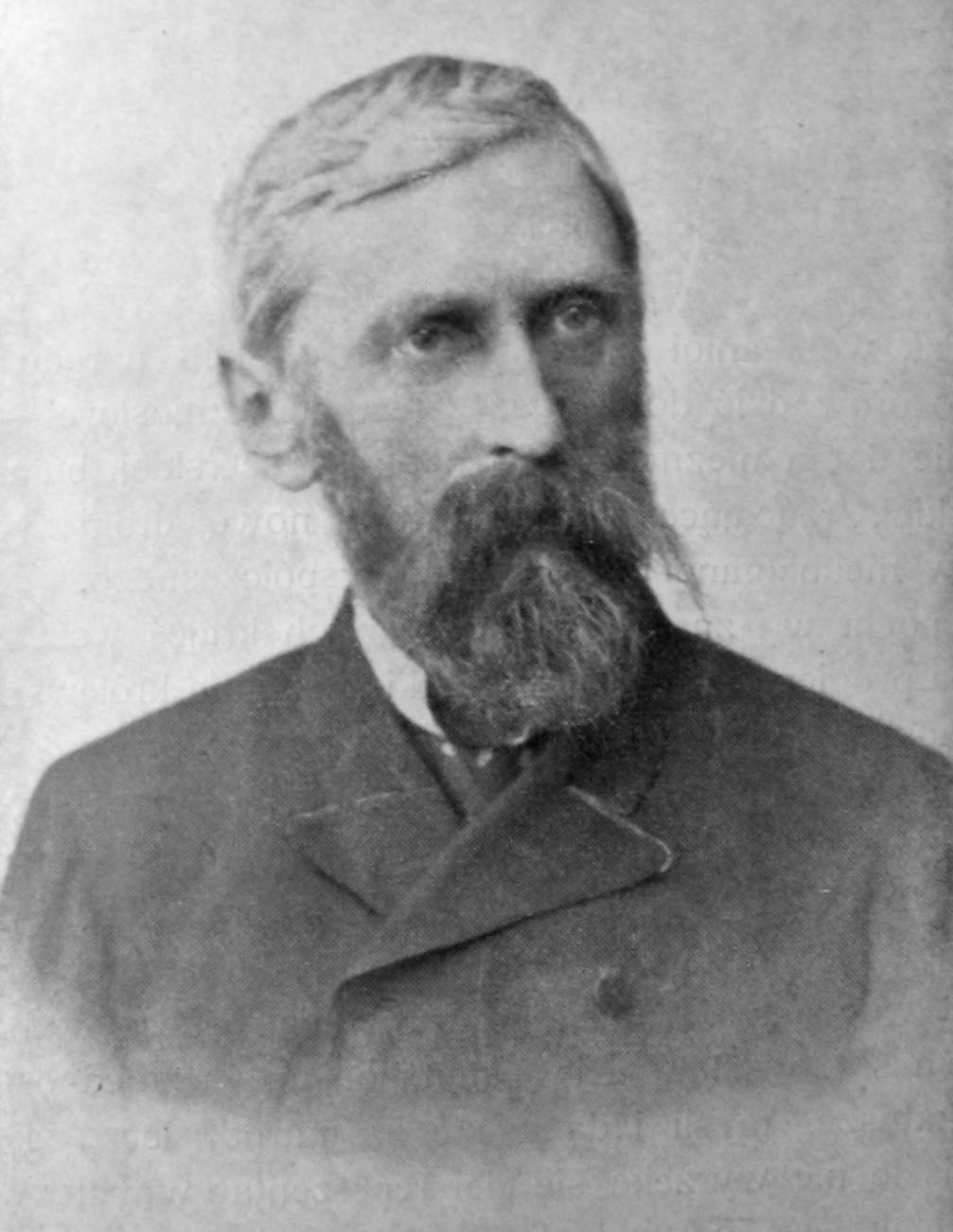
Adam Asnyk

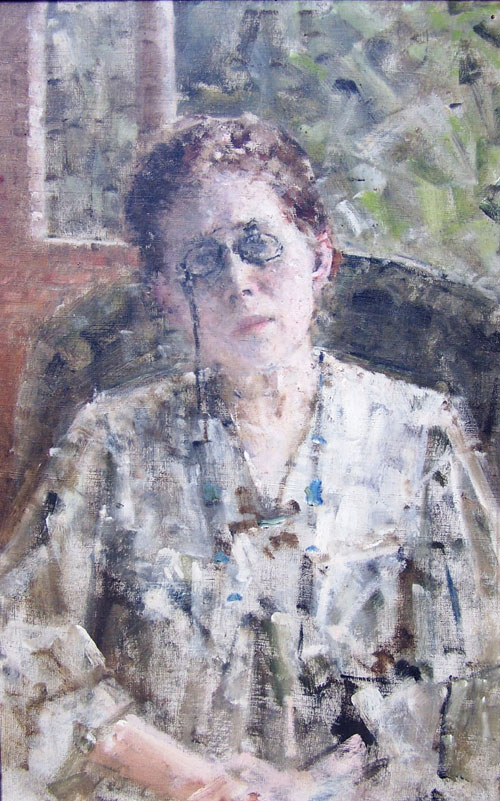
Maria Dulębianka, Portret Marii Konopnickiej

Decyma (łac. decimus, czyli dziesiąty) – strofa złożona z dziesięciu wersów o równej liczbie sylab lub z wersów różniących się liczbą sylab, ale ułożonych w określonym porządku. Układy rymów mogą być dowolne. W balladach francuskich występował rym ababbccdcd, natomiast w hiszpańskich abbaaccddc. Strofa ta charakterystyczna jest dla ody. W literaturze polskiej pojawia się w utworach Kajetana Koźmiana oraz Ludwika Osińskiego.

## W literaturze włoskiej
Strofy dziesięciowersowe w literaturze włoskiej występują między innymi w ballatach. Guido Cavalcanti wykorzystał dziesięciowiersz w utworze Quando di morte mi conven trar vita.
Come m’invita lo meo cor d’amare,
lasso, ch’è pien di doglia
e di sospir’ sì d’ogni parte priso,
che quasi sol merzé non pò chiamare,
e di vertù lo spoglia
l’afanno che m’ha già quasi conquiso?
Canto piacere, beninanza e riso
me’n son dogli’ e sospiri:
guardi ciascuno e miri
che Morte m’è nel viso già salita!
Poeta użył decymy również w wierszu Perch’i’ no spero di tornar giammai. W XIX wieku Guido Mazzoni spożytkował dziesięciowiersz w poemacie Un pianto della Vergine in decima rima.

## W literaturze hiszpańskiej
Decyma była popularna w literaturze hiszpańskiej Złotego Wieku. Pedro Calderón de la Barca zastosował schemat abbaaccddc we fragmencie sztuki Życie snem. Decymy hiszpańskie są właściwie podwojonymi pięciowierszami.
Con asombro de mirarte,
con admiración de oírte,
ni sé qué pueda decirte,
ni qué pueda preguntarte;
sólo diré que a esta parte
hoy el cielo me ha guïado
para haberme consolado,
si consuelo puede ser
del que es desdichado, ver
a otro que es más desdichado.

## W literaturze portugalskiej
W literaturze portugalskiej decymę wykorzystywał między innymi renesansowy poeta Francisco de Sá de Miranda. Użył tej formy w utworze Glosa I a esta cantiga. Glosę przy użyciu zwrotek dziesięciowersowych napisał też autor Luzjad Luís Vaz de Camões:
Mote:
Campos bem-aventurados,
tornai-vos agora tristes,
que os dias em que me vistes
alegre são já passados.
Glosas:
Campos cheios de prazer,
vós, que estais reverdecendo,
já me alegrei com vos ver;
agora venho a temer
que entristeçais em me vendo.
E, pois a vista alegrais
dos olhos desesperados,
não quero que me vejais,
para que sempre sejais
campos bem-aventurados.

## W literaturze francuskiej
W literaturze francuskiej decyma występowała czasem w średniowiecznych balladach i w odach. Brat Napoleona I, Lucjan Bonaparte napisał decymą epos Charlemagne ou l’Église délivrée. Formę ballady w XIX wieku wskrzeszał Paul Verlaine.
Et nous suivions tes luisants fanions,
Soie et satin, ô Bonheur vainqueur, pour
Jusqu’à la mort, que d’ailleurs nous niions.
J’allais par les chemins en troubadour,
Chantant, ballant, sans craindre ce pandour,
Qui vous saute à la gorge et vous découd.
Elle évoquait la chère nuit d’Août
Où son aveu bas et lent me fit roi.
Moi, j’adorais ce retour qui m’absout.
J’ai rêvé d’elle et pas elle de moi.
(Ballade en rêve)
Później decymy używał Paul Valéry (Aurore, La Pythie, Ébauche d’un serpent z tomu Charmes).

## W literaturze anglojęzycznej
W literaturze angielskiej decymami o różnych układach rymów posługiwał się John Keats. W poezji amerykańskiej decymy użyła Emma Lazarus w wierszu Agamemnon’s Tomb.
Uplift the ponderous, golden mask of death,
And let the sun shine on him as it did
How many thousand years agone! Beneath
This worm-defying, uncorrupted lid,
Behold the young, heroic face, round-eyed,
Of one who in his full-flowered manhood died;
Of nobler frame than creatures of to-day,
Swathed in fine linen cerecloths fold on fold,
With carven weapons wrought of bronze and gold,
Accoutred like a warrior for the fray.
Angielski romantyk William Wordsworth zastosował decymę w wierszu Complaint z tomu Lyrical Ballads:
Before I see another day,
Oh let my body die away!
In sleep I heard the northern gleams;
The stars they were among my dreams;
In sleep did I behold the skies,
I saw the crackling flashes drive;
And yet they are upon my eyes,
And yet I am alive.
Before I see another day,
Oh let my body die away!
Poeta użył dziesięciowiersza również w utworach The Last of the Flock i The Mad Mother. Algernon Charles Swinburne pisał ballady oparte na strofie dziesięciowersowej, jak A Ballad of Life. Decymy użył też w wierszu April.

## W literaturze słowackiej
Zasadniczo strofą dziesięciowersową napisany został najważniejszy słowacki poemat romantyczny, Maryna (Marína) Andreja Sládkoviča. Strofy realizują przeważnie schemat 10a/8b/10a/8b/10c/10c/8d/10e/10e/8d.
Keď sa lístoky tieto rozvinú
pred tebou v chvíľkach pokoja,
pozdrav mi, krásna, moju Marínu,
veď je ona družka tvoja:
Objím ju, krásnomladá je ona,
dcérka je nášho šumného Hrona,
Slovenka je ľúbohlasná:
Objím ju, a keď v tomto objatí
duša jej v tvojej duši sa stratí,
i na mňa si spomeň, krásna!
Utwór ten przełożył na język polski Józef Waczków. Pavol Országh Hviezdoslav spożytkował decymę złożoną z krótkich wersów w utworze Zabehávam v cudzie háje z cyklu Stesky 1.
Zabehávam v cudzie háje
poézie, v cudzí sad.
Ach, v tých našich pustota je,
tesknota je, mrak i chlad;
smutno tam i pipíšatku,
čo má rado húšť-púšť, z chládku
volá na pľušť piskľave:
nietožeby spevnej vtači,
čo sa teší, škádli, ráči,
drozdu tak či penkave.

## W literaturze czeskiej
Strofy dziesięciowersowej nie zabrakło w literaturze czeskiej XIX wieku. Jaroslav Vrchlický użył strofy dziesięciowersowej w balladzie francuskiej Balada o vlasech mojí paní:
Buď veleben tvůj hustý, dlouhý vlas,
jenž zlata lavinou se k skráním řítí,
ve slunce záři plane nad topas,
a v stínu když tvé ouško musí krýti,
jak lísky kůra leskne se a svítí!
Víc vůní v něm než v jižní noci jest,
víc jisker v něm než na obloze hvězd,
jak lilje kmitá jím tvůj bílý vaz.
Ó, nech mne u tvých nohou věčně sníti –
tvůj hladit vlas jest líp než víno píti!
Z kolei Svatopluk Čech posłużył się decymą w części dziewiątej poematu Lešetínský kovář. W XX wieku po decymę sięgnął Vladimír Holan, który eksperymentował też z dłuższymi zwrotkami, jak trzynastowersowa w poemacie První testament.

## W literaturze słoweńskiej
W literaturze słoweńskiej strofa dziesięciowersowa występuje w poezji najwybitniejszego romantyka Francego Prešerena. W utworze realizującej model hiszpańskiej glosy, zatytułowanym po prostu Glosa, są cztery zwrotki dziesięciowersowe.
Le začniva pri Homeri,
prosil reva dni je stare;
mraz Ovidja v Pontu tare;
drugih pevcov zgodbe beri:
nam spričuje Alighieri,
káko sreča pevce udarja;
nam spričujeta pisarja
Luzijade, Don Kihota,
kákošne Parnasa pota –
slep je, kdor se s petjam vkvarja.

## W literaturze niemieckiej i holenderskiej
W literaturze języka niemieckiego decyma pojawia się na przykład w balladzie Friedricha Schillera Der Graf von Habsburg.
Zu Aachen in seiner Kaiserpracht,
Im alterthümlichen Saale,
Saß König Rudolphs heilige Macht
Beim festlichen Krönungsmahle.
Die Speisen trug der Pfalzgraf des Rheins,
Es schenkte der Böhme des perlenden Weins,
Und alle die Wähler, die sieben,
Wie der Sterne Chor um die Sonne sich stellt,
Umstanden geschäftig den Herrscher der Welt,
Die Würde des Amtes zu üben.
Decyma pojawia się też w poemacie Nurty Renu holenderskiego poety Joosta van den Vondela.

## W literaturze polskiej
W literaturze polskiej strofa dziesięciowersowa nigdy nie była tak rozpowszechniona jak ośmiowersowa, jednak można wskazać wiele zastosowań dziesięciowiersza. Jan Kochanowski zbudował Psalm 6 z dwóch zwrotek dziesięciowersowych:
Czasu gniewu i czasu swej zapalczywości
Nie racz mię, Panie, karać z moich wszeteczności,
Ale się raczej zmiłuj nade mną strapionym
A ulży nieco bólu kościom udręczonym!
Ciałem i duszą stękam, ledwe iżem żywy,
Dokąd mię chcesz zapomnieć, Ojcze litościwy,
Odmień umysł a wejźrzy na moje ciężkości,
Nawróć duszę od progu ostatniej ciemności;
Bo po śmierci kto na Cię wspomienie? Kto w grobie
Położony będzie mógł dzięki czynić Tobie?
Barokowy poeta Wacław Potocki wykorzystał decymę w wierszu Nowy zaciąg pod chorągiew starą tryumfującego Jezusa, Syna Bożego. Utwór został napisany trzynastozgłoskowcem.
Nowy jarmark i dotąd jeszcze nie słychany
W starym się Jeruzalem począł: sług na pany.
Dotąd swe niewolniki, swe panowie sługi
Przedawali (czegóż czas nie wywróci długi?);
Dziś, przed Wielką Niedzielą (rozumiej o średzie),
Sługa z panem, z mistrzem swym uczeń na targ jedzie.
Judasz przedał Jezusa, a co gorsza z wiela,
Człowiek Boga, stworzenie marne Stworzyciela.
Kogóż, proszę, tak drogi towar nie spanoszy?
Pytam: za co go przedał? Za trzydzieści groszy.
Ludwik Kondratowicz (Władysław Syrokomla) użył zwrotki dziesięciowersowej w utworze Kojec z kurczęty
Tak nieprzystępni dziecinnej trwodze,
Ruszamy dziarskim a wolnym kłusem;
A tuż, pamiętam, przy samej drodze
Stała figura z Panem Jezusem,
A od figury szła dróżka w lewo
Gdzieś do zaścianku pomiędzy zboże.
Tam... jakiś jeździec skrył się za drzewo,
Trędzlą rumak spina jak może;
Lecz rumak wojsko widząc z oddali,
Prosto w chorągiew z kopyta pali.
Adam Asnyk wykorzystał decymę w wierszu Bez odpowiedzi.
Nie znali nigdy co to jest dostatek,
Lecz znali tylko – co trud i potrzeba;
Nieraz im brakło mleka w piersiach matek,
Nieraz im brakło na zagonach chleba...
Nie znali nigdy tej pomyślnej doli,
W której bez troski o jutrzejszą strawę
Duch ludzki z mroku budząc się powoli,
Na światło oczy otwiera ciekawe:
Gdyż od kolebki czatowała bieda,
Co duszy dziecka rozwinąć się nie da.
Należąca do tej samej epoki literackiej co Asnyk Maria Konopnicka strofę dziesięciowersową różnowersową zastosowała w utworze IV z cyklu Wieczorne pieśni. Utwór jest napisany wierszem amfibrachicznym. Wersy pierwszy, drugi, trzeci, czwarty, dziewiąty i dziesiąty są czterostopowe (dwunastozgłoskowe), a wersy piąty, szósty, siódmy i ósmy dwustopowe (sześciozgłoskowe).
A kiedy odchodzi leciuchną swą nogą,
To gasi za sobą słoneczko nad drogą,
I skrzydły unosi w posępne te mroki
Wiosenne marzenia, wiosenne uroki...
I woła do ciebie:
»Skończony twój dzień!
Pożegnaj ty młodość,
Idź w cień! idź w cień!«
Ach! gdzież znajdziesz drogę, wśród zmierzchu i mgły?
– Już rosa opada... To łzy! to łzy!
Roman Kołoniecki decymą napisał poemat Róża i wiersz Norwidowskie.